# 古田临水宫
古田临水宫，又名临水顺懿庙，是位于福建省宁德市古田县大桥镇的一座主祀临水夫人的中国民间信仰建筑，距古田县城约30千米，始建于唐代，现存建筑为明清时期建筑。作为国家级非物质文化遗产陈靖姑信俗的发源地，古田临水宫是世界陈靖姑信仰文化的中心，亦是世界各地临水宫的祖庙。2013年3月，古田临水宫入选第七批全国重点文物保护单位。此后，古田临水宫先后在2018年、2019年分别被授予“国家级海峡两岸交流基地”“中国华侨国际文化交流基地”等荣誉称号。

## 历史

### 唐宋时期
古田临水宫始建于唐贞元八年（792年）前后。临水宫的主祀神陈靖姑出生于唐朝大历年间，传说她“生而颖异”，且是巫师出身，陈靖姑去世后，乡人时常在巫坛供奉她并请求她解决水旱祸福等问题，皆得以灵验，于是立庙祭祀她。此后四百多年间，临水夫人的信俗文化在民间不断传播，至南宋淳祐年间，时任福州知州徐清叟将陈靖姑神迹上报朝廷，宋理宗遂赐封陈靖姑为顺懿夫人，临水宫亦被加封为敕赐临水宫，得以大规模扩建。

### 元朝时期
元朝时期，统治者注意到临水夫人信仰在闽浙赣民间发挥的影响，委派道教正一派的玄教大宗师到古田任道官，主持临水宫的祭祀工作。据元末明初文人张以宁《顺懿庙记》的记载，元统元年（1333年），浙东宣慰使都元帅李实前来拜谒时提出要扩建庙宇，但未能成功；至正七年（1347年），在古田人陈遂在福州府任职时向上提请加封重建，江浙省臣虽然同意继续向上申报，但未有批复，同年陈遂回乡后，在同仁、古田典史与远近信众的支持下开始着手重建临水宫，并于翌年春天得以完工，这也是临水宫历史上规模最大的一次扩建，明清年间的修缮也未改变其此次修建后形成的建筑格局。

### 明清时期
明朝时期，建筑格局基本维持原貌，仅修葺了仪门（即正门），并修建了两座通往临水宫的桥，清朝道光二十四年（1844年），临水庙重塑了临水夫人的金身像。光绪元年（1875年），临水宫毁于火灾。翌年，城乡募缘按照旧貌重建，历时三年建成，其建筑格局留存至今。

### 近现代
民国时期，临水宫建筑无较大变化。中华人民共和国成立之初，当局展开大规模反封建迷信的活动，临水宫的宗教活动被迫中止，1958年，临水宫被征用为炼铁厂办公室。文化大革命时期，宫内大部分可移动文物被破坏，少部分被信众冒险保护而得以留存。1980年后，宗教活动逐渐恢复，政府与民间开始着手修缮临水宫。1991年，福建省人民政府将古田临水宫公布为第三批省级文物保护单位。2001年—2003年间，古田临水宫管委会通过规划，先后在临水宫扩建了香客楼、围墙、石栏杆、观音阁和十二姐妹殿，刷新了内外墙，对宫内所有神像进行了彩绘贴金，并布置了灯光照明系统与消防设施。此后的5年间，又新建了文昌阁、憩园、敬香台与篆坛，整修了葛母殿与梳妆楼，建设了13000平方米的大型停车场。2008年，古田陈靖姑信俗入选第二批国家非物质文化遗产。2013年，中华人民共和国国务院将古田临水宫公布为第七批全国重点文物保护单位。

## 建筑
古田临水祖宫依山而建，现建筑面积3000多平方米，总占地面积则达到8003.13平方米，是一组群式的宫庙建筑，有前、后、左、右四个分殿，院内有古戏台、钟鼓楼、拜亭和正厅等。

### 仪门
仪门位于主殿东南侧，呈牌楼式，高2.8米，宽1.69米，左右设有不透漏、分别浮雕有青龙与白虎纹样的花窗，门楼正中央则安着阴刻有“敕赐临水宫”五个大字的竖框匾额，左右两侧则有石雕楹联。

### 主体建筑
临水宫的正殿面阔五间，进深六间，宽19.76米，深15.44米，单檐二坡顶、抬梁穿斗混合式木构架，殿内供奉陈靖姑及其姐妹林九娘、李三娘神像。正殿前方为戏台和拜亭，戏台面阔一间、进深三间四柱，宽4.2米，深7.91米，单檐歇山顶，前台上方为八角形藻井，由四根立柱支撑，台下则饰以精美的花鸟、戏文图案木雕。拜亭为重檐歇山顶式，单间四柱，宽5.76米，深3.43米，上为八角形藻井，两侧建有钟楼和鼓楼，分别祭祀司钟将军与司马将军。

### 附属建筑
正殿左侧为太保殿，祀周、卢二太保；右侧为婆神殿，又称三十六宫婆奶殿，祀陈、林、李三女神和三十六宫女神像；后侧为葛母殿，主祀陈靖姑的母亲葛太夫人。此外，临水宫还有偏殿文昌阁、梳妆楼、三清宫、土地庙和观音阁等。

## 影响

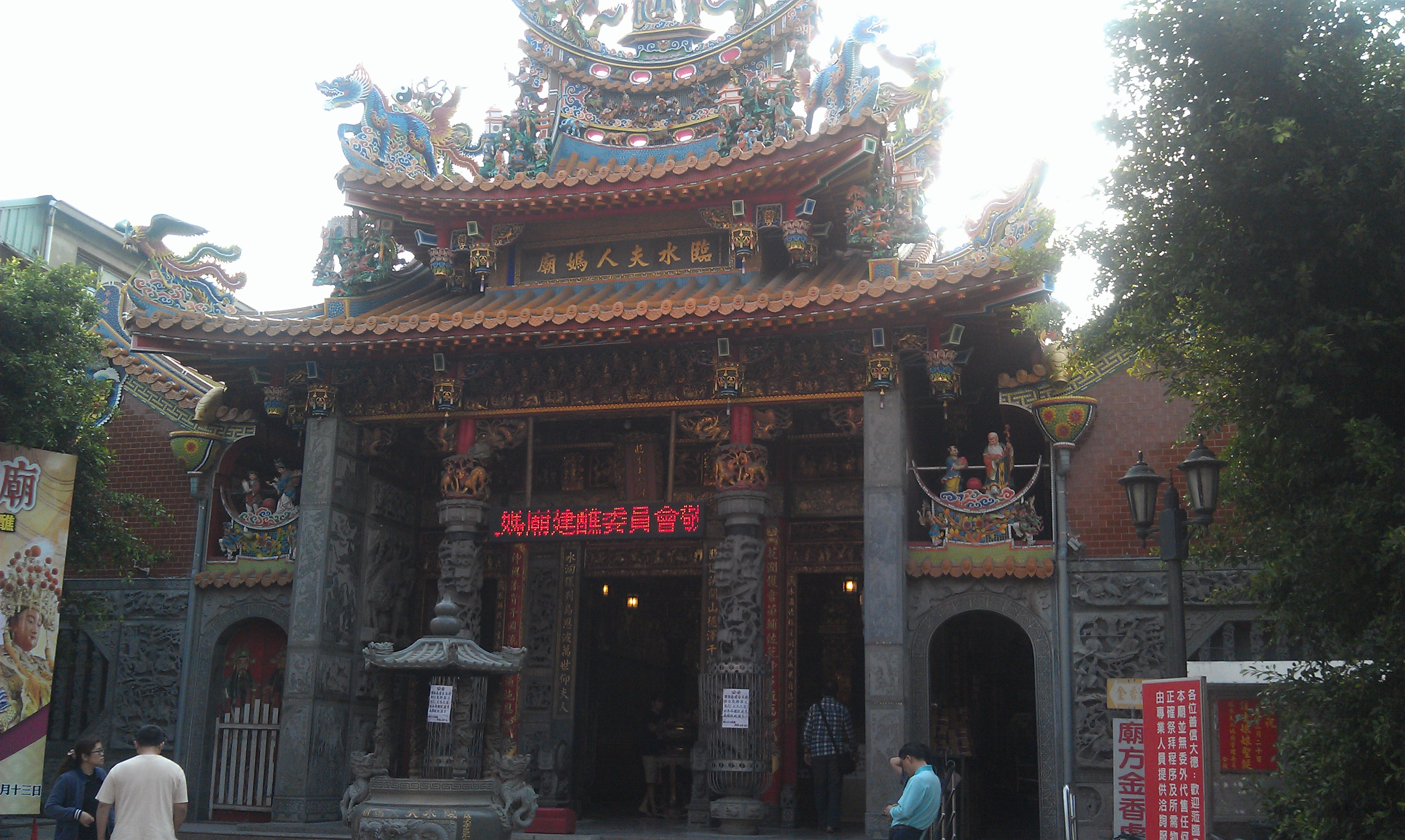
修建于清朝乾隆年间，位于台湾台南市的開基臨水夫人媽廟

在福建、浙南、广东、台湾等地，遍布着不同年代、不同规模分灵而来的临水夫人庙，世界各地的临水夫人庙多达4000余座，而古田县境内的临水夫人庙则有110多处，台湾地区亦有数百座临水宫。陈靖姑信众多达几十万人，遍布中国大陆东南沿海、台湾以及东南亚各国，而各地信众均有将古田临水宫作为祖庙的认同，每年都有来自世界各地的信众赴古田请香接火。